# Heather Tom
Heather Marie Tom est une actrice américaine née le 4 novembre 1975 à Hinsdale dans l'Illinois. Elle est surtout connue pour avoir incarné le rôle de Victoria Newman dans le soap opéra Les Feux de l'amour (1991-2003), le rôle de Kelly Cramer dans On ne vit qu'une fois (2003-2006) et le rôle de Katie Logan Spencer dans Amour, Gloire et Beauté (depuis 2007).

## Carrière
Née à Hinsdale dans l'Illinois, Heather est la sœur aînée de l'acteur David Tom et de l'actrice Nicholle Tom. Elle lance sa carrière d'actrice en 1989, à l'âge de 14 ans, en jouant dans un épisode de Madame est servie.
Elle devient ensuite reconnue grâce au rôle de Victoria Newman dans le soap opéra Les Feux de l'amour qu'elle obtient en 1991. Grâce à son rôle, elle remporte un Emmy Award en 1993 et en 1999 puis elle reçoit plusieurs nominations en 1994, 1995, 1996, 1997, 1998 et 2000. Sa dernière apparition dans le soap opéra fut le 17 décembre 2003. En dépit de son rôle dans un autre soap opéra, On ne vit qu'une fois, Heather est apparue dans La Force du destin jusqu'à son départ du soap opéra en 2006. Depuis 2007, elle joue le rôle de Katie Logan Spencer dans le soap opéra Amour, Gloire et Beauté. Elle a ensuite deux nominations lors des Emmy Award en 2007 et 2008, puis elle en remporte un en 2012. 
En août 2011, Heather annonce qu'elle s'est fiancée avec son compagnon depuis 15 ans, James Achor. Le couple se marie le 17 septembre 2011. Le 28 octobre 2012, Heather a donné naissance à leur premier enfant, un garçon prénommé Zane Alexander Achor.
La même année, le couple a conjointement développé un programme télé Renovation Unscripted diffusé sur la chaîne HGTV.

## Filmographie

### Cinéma
- 1990 : She'll Take Romance : Caroline
- 1995 : Deadly Whispers : Kathy Acton
- 2004 : Delusion : Veronica Farrow
- 2005 : Beyond the Ladies Room Door : Jody
- 2006 : When We're Old and Love Means Nothing : Sarah
- 2006 : Undone
- 2007 : City Teacher : Marsha
- 2008 : The Horror Vault : Veronica Farrow (segment Delusion)
- 2010 : Stiffs : Lauren
- 2010 : Suicide Dolls : Lexi
- 2010 : The Putt Putt Syndrome : Vicki
- 2011 : Mamitas  : Casandra
- 2019 : Animal Among Us : Marilyn Bishop
- 2020 : The Billionaire : la femme

### Télévision
- 1989 : Madame est servie : Heather Harper (1 épisode)
- 1991-2003 : Les Feux de l'amour : Victoria Newman (882 épisodes)
- 2003-2006 : On ne vit qu'une fois : Kelly Cramer (19 épisodes)
- 2004 : New York, unité spéciale : L'assistante de DrSolwey (saison 5, épisode 22)
- 2006 : Rivalité maternelle (The Rival) : Jennifer Adams (téléfilm)
- 2007 : Monk : Linda Riggs (saison 5, épisode 13)
- 2007 : The Wedding Bells : Laurie Hill (2 épisodes)
- depuis 2007 : Amour, Gloire et Beauté : Katie Logan
- 2008 : Ugly Betty : Holly (saison 3, épisodes 2 et 3)
- 2011 : Esprits criminels : La mère de Shannon (saison 7, épisode 5)
- 2011 : Rizzoli et Isles : Mme Tolliver (saison 2, épisode 2)
- 2011 : Mentalist : Une serveuse (saison 3, épisode 9)
- 2012 : L'Impensable Vérité (Imaginary Friend) : Grace (téléfilm)
- 2015 : Unforgettable : Shanna Coates (saison 4)
- 2016 : Lucifer : Mel Graham (saison 1 épisodes 7 et 13)
- 2017 : Ma fille, accusée de meurtre : Anna Garrett (téléfilm)

#### Prochainement
- 2025 : Les Mystères de l’amour : Katie Logan (saison 37, 2 épisodes)[4]

## Distinctions

### Récompenses
- Daytime Emmy Awards 1993 : Meilleure actrice dans une série télévisée dramatique pour Les Feux de l'amour
- Soap Opera Digest Awards 1997 : meilleure jeune actrice principale dans une série télévisée dramatique pour Les Feux de l'amour
- Daytime Emmy Awards 1999 : meilleure actrice dans un second rôle dans une série télévisée dramatique pour Les Feux de l'amour
- Online Film & Television Association Awards 2000 : meilleure actrice dans une série télévisée dramatique pour Les Feux de l'amour
- Daytime Emmy Awards 2011 : meilleure actrice dans un second rôle dans une série télévisée dramatique pour Amour, Gloire et Beauté
- Daytime Emmy Awards 2012 : Meilleure actrice dans un second rôle dans une série télévisée dramatique pour Amour, Gloire et Beauté
- Daytime Emmy Awards 2013 : Meilleure actrice dans un second rôle dans une série télévisée dramatique pour Amour, Gloire et Beauté
- L.A. Comedy Film Festival and Screenplay Competition 2017 : meilleur court-métrage pour Bigfoot's Love Slave
- Daytime Emmy Awards 2020 : Meilleure actrice dans une série télévisée dramatique pour Amour, Gloire et Beauté

### Nominations
- Soap Opera Digest Awards 1993 : meilleure jeune actrice principale dans une série dramatique pour Les Feux de l'amour
- Young Artist Awards 1993 : meilleure jeune actrice dans une série dramatique pour Les Feux de l'amour
- Daytime Emmy Awards 1994 : Meilleure jeune actrice dans une série télévisée dramatique pour Les Feux de l'amour
- Soap Opera Digest Awards 1994 : meilleure jeune actrice principale dans une série dramatique pour Les Feux de l'amour
- Young Artist Awards 1994 : meilleure jeune actrice dans une série dramatique pour Les Feux de l'amour
- Daytime Emmy Awards 1995 : Meilleure jeune actrice dans une série télévisée dramatique pour Les Feux de l'amour
- Daytime Emmy Awards 1996 : Meilleure jeune actrice dans une série télévisée dramatique pour Les Feux de l'amour
- Young Artist Awards 1996 : meilleure performance pour une jeune actrice dans une série dramatique pour Les Feux de l'amour
- Daytime Emmy Awards 1997 : Meilleure jeune actrice dans une série télévisée dramatique pour Les Feux de l'amour
- Daytime Emmy Awards 1998 : Meilleure jeune actrice dans une série télévisée dramatique pour Les Feux de l'amour
- Daytime Emmy Awards 2000 : Meilleure jeune actrice dans une série télévisée dramatique pour Les Feux de l'amour
- Daytime Emmy Awards 2004 : Meilleure jeune actrice dans une série télévisée dramatique pour Les Feux de l'amour
- Gold Derby Awards 2004 : meilleure actrice dans un second rôle dans une série dramatique pour On ne vit qu'une fois
- Daytime Emmy Awards 2005 : meilleure actrice dans un second rôle dans une série dramatique pour On ne vit qu'une fois
- Soap Opera Digest Awards 2005 : meilleure actrice dans un second rôle dans une série dramatique pour Les Feux de l'amour
- Daytime Emmy Awards 2007 : meilleure actrice dans un second rôle dans une série dramatique pour On ne vit qu'une fois
- Daytime Emmy Awards 2008 : meilleure actrice dans un second rôle dans une série dramatique pour Amour, Gloire et Beauté
- Hoboken International Film Festival 2008 : meilleure actrice dans un second rôle pour Undone
- Daytime Emmy Awards 2014 : Meilleure actrice dans une série télévisée dramatique pour Amour, Gloire et Beauté
- Daytime Emmy Awards 2017 : Meilleure actrice dans une série télévisée dramatique pour Amour, Gloire et Beauté
- Daytime Emmy Awards 2019 : Meilleure actrice dans une série télévisée dramatique pour Amour, Gloire et Beauté
- Soap Hub Awards 2020 : actrice préférée dans une série dramatique pour Amour, Gloire et Beauté
- Soap Hub Awards 2020 : star des réseaux sociaux préférée
- Soap Hub Awards 2021 : actrice préférée dans une série dramatique pour Amour, Gloire et Beauté